# Paraflatoides festiva
Paraflatoides festiva är en insektsart som först beskrevs av Melichar 1902.  Paraflatoides festiva ingår i släktet Paraflatoides och familjen Flatidae. Inga underarter finns listade i Catalogue of Life.